# Platorish gelorup
Platorish gelorup är en spindelart som beskrevs av Norman I. Platnick 2002. Platorish gelorup ingår i släktet Platorish och familjen Trochanteriidae. Inga underarter finns listade i Catalogue of Life.